# Resident Evil
Plantilla:Onsolet
Resident Evil (conegut al Japó com Biohazard (バイオハザード, Baiohazādo)) és una sèrie de videojocs del gènere survival horror, còmics, novel·les, pel·lícules de Hollywood, i una varietat de col·leccionables, incloent-hi diagrames d'acció, guies de joc i publicacions. Desenvolupat per Capcom i creat per Shinji Mikami, la sèrie de jocs ha estat fortament influïda per les pel·lícules de George A. Romero, així com del videojoc Alone in the Dark. S'han venut uns 30 milions de còpies de la franquícia des de 2006. Al mercat hi ha set jocs de la trama principal de la sèrie i diversos videojocs derivats que tracten sobre temes paral·lels.

## Història
El Resident Evil original feia el seu debut el 1996 per la Sony PlayStation. Va aconseguir molts fans i van tenir un bon nivell de vendes, conduint a la producció de dues continuacions immediates, el Resident Evil 2 al 1998 i Resident Evil 3: Nemesis el 1999, els dos també per la PlayStation. Com a conseqüència d'aquest èxit, un joc de Resident Evil es llançà per a la Sega Saturn i el Resident Evil 2 es llançà per al Nintendo 64. A més a més, els tres tingueren versions per a Microsoft Windows. El quart joc en la sèrie, Resident Evil: Code Veronica, fou desenvolupat per a la Sega Dreamcast i es llançà el 2000 (seguit pels jocs 2 i 3). Les versions de PlayStation 2 i de GameCube arribaven més tard produït en forma d'una versió actualitzada titulada: RE: Code Veronica X.
Malgrat anuncis anteriors que el pròxim joc de sèrie s'alliberaria per al PlayStation 2 (la sèrie de Devil May Cry) el creador de la sèrie i el productor Shinji Mikami decidia per fer la sèrie exclusivament per a Nintendo GameCube. Els tres pròxims jocs en la sèrie: un remake de RE original, RE 0 i RE 4, eren exclusius de Gamecube. A més a més, la consola rebia jocs de les seqüeles de Resident Evil prèvies que originalment apareixien en el PlayStation i Dreamcast. El remake del RE 0 s'alliberava el 2002. Malgrat aquest acord exclusiu entre Capcom i Nintendo, Capcom alliberava uns quants esqueixos per PS2 que no era part de la sèrie principal. Finalment, Capcom alliberava la versió de GameCube del RE 4 el 2005. Una versió de PlayStation 2 va ser anunciada més tard, la qual cosa llançava més tard el mateix any amb trets addicionals. Un joc per a Windows s'alliberava el maig de 2007, mentre una versió Wii amb els trets extres del joc de PS2 i controls sensibles al moviment va ser alliberat el 19 de juny, 2007.

## Jocs
- Resident Evil (1996) (PlayStation, Microsoft Windows, Sega Saturn, GameCube, Nintendo DS,Wii)
- Resident Evil 2 (1998) (PlayStation, Microsoft Windows, Nintendo 64, Dreamcast, GameCube)
- Resident Evil 3: Nemesis (1999) (PlayStation Microsoft Windows, Dreamcast, GameCube)
- Resident Evil Code: Veronica (2000) (Dreamcast, PlayStation 2, GameCube)
- Resident Evil Zero (2002) (GameCube,Wii)
- Resident Evil 4 (2005) (GameCube, PC, PlayStation 2, Wii)
- Resident Evil 5 (2009) (Xbox 360, PlayStation 3, Microsoft Windows)
- Resident Evil 6 (2012) (Xbox 360, PlayStation 3, Microsoft Windows)

## Videojocs derivats
A més a més de les principals continuacions de la sèrie, Capcom també ha produït diversos videojocs derivats de Resident Evil que serveixen d'històries al costat de la línia històrica principal.
- Resident Evil: Survivor (2000) (PlayStation/PC)
- Resident Evil: Survivor 2 Code: Veronica (2001) (Arcade/PlayStation 2)
- Resident Evil Gaiden (2001) (Game Boy Color)
- Resident Evil: Dead Aim (2003) (PlayStation 2)
- Resident Evil Outbreak (2004) (PlayStation 2)
- Resident Evil Outbreak File #2 (2005) (PlayStation 2)
- Resident Evil Confidential Report (2006) (Telèfon mòbil)

## Pel·lícules
Actualment hi ha 7 pel·lícules de la sèrie de Resident Evil, cinc d'imatge real i dues d'animació produïdes al Japó. Totes les pel·lícules d'imatge real han estat escrites per Paul W. S. Anderson.
Les 5 pel·lícules d'imatge real són:
- Resident Evil (2002)
- Resident Evil: Apocalipsi (2004)
- Resident Evil: Extinció (2007)
- Resident Evil: Afterlife (2010)
- Resident Evil: Venjança (2012)
- Resident Evil: El Capítol Final (2016)

Les 2 pel·lícules d'animació són:
- Resident Evil: Degeneració (2008)
- Resident Evil: Maledicció (2012)

## Altres
La saga de Resident Evil a més a més de jocs i pel·lícules també té novel·les amb un total de 7, i també té còmics relacionats amb la saga.

## Novel·la
De l'escriptora Stephani Danelle Perry (SD Perry) basades en la sèrie de videojocs, les quals incorporen bastants diferències amb els jocs, des errors de dates en documents, fins a la inclusió de capítols que mai han existit o el que la sortida de posteriors capítols de la sèrie van xocar amb els llibres ja escrits. No obstant això, resulten ben ambientats i entretinguts i les parts afegides allarguen la trama sense desentonar massa.
Resident Evil: hora zero (de l'anglès Zero hour). Sinopsi: 24 hores abans de l'incident de la Mansió Spencer, l'equip Bravo dels STARS de Raccoon City investiga uns assassinats en les Muntanyes Arklay. De camí, l'helicòpter cau. L'equip aconsegueix sobreviure i descobreix un camió militar bolcat, però és només el principi. La més jove de l'equip, Rebecca Chambers, i el condemnat a mort Billy Coen hauran de resoldre el misteri que amaga els boscos i no morir en l'intent mentre tracten de sortir del centre de reclutament abandonat de Umbrella on un desconegut tracta d'eliminar tot el que quedi dins de les instal·lacions, per tal de descobrir que tots dos (Billy i Rebecca) estan destinats a unir-se per a poder sortir dels perills que els esperen.
Resident Evil 1: la conspiració Umbrella (The Umbrella Conspiracy). Sinopsi: Raccoon City és una remota comunitat en les muntanyes que de sobte es veu assetjada per una sèrie d'horribles assassinats en els boscos que l'envolten. Corren estranys rumors que descriuen els atacs de ferotges criatures, algunes amb aparença humana ... i altres no. Pel que sembla, les víctimes són devorades pels seus atacants. En l'epicentre d'aquestes morts es troba una sinistra i aïllada mansió que pertany a la misteriosa companyia Umbrella. Durant anys, Umbrella ha treballat en secret en investigacions relacionades amb la genètica ... Investigacions que, ara, semblen haver pres un camí inesperat i terrible.
Resident Evil 2: l'Ensenada Caliban (Caliban Cove). Sinopsi: Després de la seva lluita sense quarter per sortir de les instal·lacions d'investigacions genètiques de la corporació Umbrella, els supervivents de la unitat STARS intenten advertir el món sobre la conspiració per crear terrorífiques armes biològiques. Però la conspiració no acaba aquí, com els mateixos STARS descobreixen quan són expulsats de l'organització pels mateixos que els van ensinistrar. Els STARS de Raccoon es veuen obligats a actuar de forma clandestina, decidits a descobrir i detenir els experiments de Umbrella allà on es produeixin. La bioquímica i metge militar Rebecca Chambers, única supervivent de l'equip Bravo de Raccoon City, s'uneix a una nova força d'atac dels STARS quan els arriba la remor de l'existència d'un altre centre experimental de Umbrella. Es troba ocult sota els penya-segats rocosos de l'Ensenada Caliban, un poble de Maine, on algú està reunint un exèrcit de zombis.
Resident Evil 3: la ciutat dels morts (City of the Dead). Sinopsi: Cau la nit ... Leon Scott Kennedy, un policia novell i ple d'energia, disposat a demostrar la seva vàlua i amb ganes de començar una nova vida a Raccoon City ... i que troba la ciutat estranyament deserta. El fantasmal silenci del vespre només es veu trencat pel soroll esporàdic d'uns passos en les ombres i per l'espectral gemec d'alguna cosa que amenaça a la rodalia ... Claire Redfield, la independent, bella i audaç germana de Chris Redfield, un dels membres dels STARS, desaparegut en Raccoon.
Resident Evil 4: Inframon (Underworld). Sinopsi: Umbrella està creant monstruosos assassins biològics. Malgrat la seva immens poder, està començant a perdre el control de les seves instal·lacions secretes. Els renegats dels STARS, Leon S. Kennedy, Claire Redfield, John Andrews, David Trapp i Rebecca Chambers, planegen anar a Europa per retrobar-se amb l'ex equip Alpha que està investigant les instal·lacions centrals de White Umbrella, però en un gir desesperat apareix un misteriós personatge, Trent, un alt executiu de White Umbrella, que els proporciona l'equip d'ex policies informació sobre una nova instal·lació en el desert d'Arizona anomenat «el Planeta», on hauran extreure informació essencial del funcionament de les instal·lacions de la corporació farmacèutica, sense saber que els espera un gran desafiament, per poder sortir hauran de superar els horrors de l'enginyeria genètica que els esperen sota terra.
Resident Evil 5: Nèmesi (Nèmesi). Sinopsi: Després de sobreviure a l'incident de la Mansió Spencer, Jill Valentine es veu forçada a intentar sobreviure de nou. Però no haurà de lluitar només contra les horroroses creacions de Umbrella, que de per si ja són difícils d'exterminar, també haurà d'enfrontar al nou joguina de la companyia: Nèmesi, una immensa massa de músculs amb un greu problema dental desitjós d'exterminar els STARS restants. Per poder aconseguir-ho comptarà amb l'ajuda de Carlos Oliveira, membre de l'organització UBCS, a qui intentarà protegir, al mateix temps que junts intenten abandonar la ciutat que ha destruït les seves vides, Raccoon City. Però ell no és l'únic integrant d'aquesta organització, ja que Nicholai Ginovaef va recollint informació de batalla sobre el nou caçador de Umbrella, Nèmesi, i Jill és ara la presa ...
Resident Evil 6: Codi Verónica (Code Veronica) Sinopsi: La recerca desesperada per trobar la seva germana desapareguda porta a Chris Redfield a enfrontar-se de nou a les devoradores armes biològiques de la corporació Umbrella, la cerca la porta a una illa remota on un científic boig allibera totes les grotesques criatures que té a la seva disposició per tal d'impedir que ella interfereixi en els seus horribles maquinacions.
L'informe de Wesker
Es divideix en dues parts. La primera tracta dels plans que tenia i va fer en Resident Evil 1, 2 i 3, i la segona tracta de tot el que va succeir quan el va entrar a Umbrella Corporation.
Resident Evil 7: Umbrella Chronicles Side A i B: Basat en el videojoc del mateix nom, és la novel·lització que detalla en gran profunditat els esdeveniments que van desencadenar la caiguda de la Corporació Umbrella. Encara que de moment la seva aparició és exclusiva per al territori nipó, s'espera que arribi a Amèrica i Europa en 2008.
Resident Evil 8: els Il·luminats: Està basat en Resident Evil 4. Aquí, Leon Scott Kennedy, després de sis anys després de la destrucció de Raccoon City i un any després de la caiguda de la Corporació Umbrella, és enviat a rescatar Ashley Graham, filla del president dels Estats Units, segrestada per una secta espanyola anomenada «els Il·luminats». Aquí, el malson es repetirà, estranyes mutacions de persones i animals tornaran a seguir Leon, ara en un poble rural d'Espanya, però no serà el T-Virus ni la maligna Corporació els que van sembrar el terror a Europa, sinó un paràsit pitjor, controlat per un estrany i carismàtic home: Lord Saddler.